# شون ديكسون
شون ديكسون (بالإنجليزية: Sean Dickson)‏ (2 سبتمبر 1991 في جنوب أفريقيا - ) هو لاعب كريكت جنوب أفريقي. لعب مع Kent County Cricket Club ‏ ونادي الشماليين للكريكت ‏.

## وصلات خارجية
- شون ديكسون على موقع إي آس بي آن كريك إنفو (الإنجليزية)